# Powerhouse
Powerhouse es un álbum de Deep Purple lanzado en diciembre de 1977.
El disco fue editado cuando la banda ya se había disuelto, y recoge rarezas en vivo y en estudio grabadas entre 1969 y 1972, aunque la selección solo incluye a la formación "Mark II" (Ritchie Blackmore, Ian Gillan, Roger Glover, Ian Paice y Jon Lord).
Generalmente está considerado una recopilación, aunque en rigor no lo es, ya que todo el material incluido era inédito; como curiosidad, "Powerhouse" nunca fue editado en los Estados Unidos, y solo fue lanzado en CD en Japón.

## Contenido
El álbum incluye seis temas (tres por lado), comienza con el blues rock "Painted Horse", toma de estudio grabada durante las sesiones de "Who Do We Think We Are" y nunca editada. 
Las dos canciones siguientes del lado A, "Hush" y "Wring That Neck", y la primera del lado B, "Child in Time" fueron grabadas en directo en el Royal Albert Hall la misma noche del "Concerto for Group and Orchestra", en septiembre de 1969, como parte del breve set que el grupo interpretó previamente al Concerto.
El segundo tema del lado B, "Black Night" fue grabado en directo en Japón en agosto de 1972, durante los shows que conformaron "Made in Japan", aunque no fue incluido en éste, mientras que la última canción, "Cry Free", fue grabada durante las sesiones de "In Rock" y finalmente descartada.

## Lista de canciones
Lado A
1. "Painted Horse" (Outtake de "Who Do We Think We Are")
2. "Hush" (Royal Albert Hall, 1969)
3. "Wring That Neck" (Royal Albert Hall, 1969)

Lado B
1. "Child in Time" (Royal Albert Hall, 1969)
2. "Black Night" (Tokio, 1972)
3. "Cry Free" (Outtake de "Deep Purple in Rock")

## Personal
- Ian Gillan - voz, armónica
- Ritchie Blackmore - guitarra
- Roger Glover - bajo
- Ian Paice - batería
- Jon Lord - órgano